# Infamous (série)
Infamous (estilizado como inFAMOUS) é uma série de videojogos de Acção-aventura e plataformas jogados em mundo aberto, produzido pela Sucker Punch Productions e publicados pela Sony Computer Entertainment de modo exclusivo  para o PlayStation 3 e PlayStation 4. 
Infamous conta a história de Cole MacGrath, um jovem com superpoderes eléctricos, que tem de decidir o futuro de seu destino: ser demoníaco ou herói. A série inclui Infamous, a sequela Infamous 2 e Infamous: Festival of Blood, um jogo de distribuição digital. Também foi editado pela DC Comics uma série de banda desenhada com o mesmo nome. É a primeira  série criada pela Sucker Punch Productions para a PlayStation 3, e a segunda depois da série Sly Cooper para a PlayStation 2. 
Em Fevereiro de 2013 foi anunciado Infamous: Second Son, com um novo personagem, Delsin Rowe.